# Donja Trešnjica
Donja Trešnjica (em cirílico: Доња Трешњица) é uma vila da Sérvia localizada no município de Mali Zvornik, pertencente ao distrito de Mačva, na região de Podrinje. A sua população era de 588 habitantes segundo o censo de 2011.

## Demografia
| 1948 | 1953 | 1961  | 1971 | 1981 | 1991 | 2002 | 2011 |
| ---- | ---- | ----- | ---- | ---- | ---- | ---- | ---- |
| 886  | 968  | 1 044 | 959  | 749  | 730  | 688  | 588  |